# Kristian Arnstad
Kristian Fredrik Malt Arnstad (født 7. september 2003 i Oslo) er en norsk fodboldspiller, der spiller for danske AGF. Han skiftede fra Anderlecht til AGF i september 2024.

## Klubkarriere
Arnstad spillede i IL Heming og dernæst Stabæk, inden han skrev kontrakt med belgiske RSC Anderlecht i september 2019. Han fik debut i den belgiske 1. division A 4. oktober 2020. Han nåede i alt 50 kampe i den bedste belgiske liga for Anderlecht.

### AGF
31. august 2024 skiftede han til AGF på en femårig aftale.

## Landshold
Arnstad har spillet for alle de norske ungdomslandshold og var ved skiftet til AGF anfører på Norge U/21. Han har spillet i alt 49 ungdomslandskampe og scoret 12 mål pr. 1. september 2024.